# Bartolomé Bravo
Bartolomé Bravo est un jésuite et humaniste espagnol, né à Martín Muñoz de las Posadas en 1554 et mort à Medina del Campo le 20 novembre 1607.

## Biographie
Né à Martín Muñoz de las Posadas, dans le diocèse d’Avila, Bravo fut à la fois poète, rhéteur et grammairien. Il publia vers la lin du XVIe siècle, et au commencement du XVIIe, des ouvrages utiles, dont les principaux sont : De conscribendis epistolis, Burgos, 1601, in-8° ; Commentaria linguæ latinæ, Grenade, 1606 ; le même ouvrage sous le titre suivant : De octo partium orationis constructione, 1640 ; Dictionarium plurimarum vocum, quæ in Ciceronis scriptis desiderantur, Pincia, 1627, in-4°. Ce même dictionnaire avait déjà été imprimé à Saragosse, en 1597, et à Madrid, en 1611, in-8°, sous le titre de Thesaurus verborum ac phrasium, etc., et sous le titre de Vocabularius, à Valence, 1606, in-4°. On a aussi du même auteur d’autres ouvrages, tels que, De arte rhetorica ; De prosodia progymnasmata, et varia poemata.